# Otto Friedländer (Schriftsteller, 1897)
Otto Friedländer, auch Otto Friedlaender (* 5. Mai 1897 in Berlin; † 3. Februar 1954 in Stockholm), war ein deutscher Schriftsteller, Journalist und sozialdemokratischer Politiker.

## Leben
Friedländer wuchs als Kind einer jüdischen Familie in Berlin auf, wo er Staatswissenschaft studierte. Er wurde Mitglied der SPD und übernahm eine führende Rolle in der sozialdemokratischen Studentengruppe Berlins. Von 1925 bis 1929 war er Vorsitzender der Sozialistischen Studentenschaft Deutschlands und Österreichs. In den Jahren 1926 bis 1932 war er außerdem Sekretär der Sozialistischen Studenten-Internationale. Nach dem Studium arbeitete Friedländer als Journalist und gehörte bis 1933 der Redaktion der Textil-Zeitung an. 
Anfang 1933 emigrierte Friedländer über Barcelona und Paris nach Prag, wo er eine aktive Rolle in der deutschen Emigrantenszene spielte. Unter anderem schloss er sich den Revolutionären Sozialisten Deutschlands (einer linksoppositionellen Gruppe in der SPD), dem  Ausschuss zur Vorbereitung einer deutschen Volksfront und der Deutschen Liga für Menschenrechte an. 1934 wurde ihm vom NS-Regime die deutsche Staatsbürgerschaft entzogen. Als Journalist schrieb Friedländer unter anderem für Die Neue Weltbühne. 1938 floh Friedländer nach Oslo, 1940 nach Schweden. Dort arbeitete er seit 1943 im Rahmen eines Beschäftigungsprogramms für akademische Emigranten am Philosophischen Seminar der Universität Stockholm. Daneben war Friedländer seit Mai 1944 zeitweise Vorsitzender des Freien Deutschen Kulturbundes in Schweden. Nach dem Ende des Krieges war er bis 1954 Vorsitzender der Vereinigung deutscher Sozialdemokraten in Schweden.

## Schriften
- Hammer, Sichel und Mütze. Eindrücke aus dem heutigen Russland. Berlin: Textil-Verlag, 1927.
- Die Hochschule im Volksstaat. Jena: K. Zwing, 1930.
- Der Staat der deutschen Arbeit. Berlin: J. H. W. Dietz, 1931.
- Selbstmord einer Demokratie. Karlsbad: Graphia, 1933.
- Weise von Zion. Bratislava [Preßburg]: Prager, 1936.
- Helden des Geistes. Zürich: Europa-Verl., 1936.
- Der Zaun ums Wissen. Aussig: Neue Erziehung, 1937.
- Makt och magi. Stockholm: Bokförlaget Natur och Kultur, 1942.
- Individ, klass och nation. Stockholm: Bonnier, 1943.
- Tyskland efter Hitler. Stockholm: Bonnier, 1944.
- Panslavismen. Stockholm: Bonnier, 1944.
- Thomas Mann als Politiker. Stockholm: Freier Dt. Kulturbund in Schweden, 1945.
- Terrorn och den totalitära staten. Uppsala: Almqvist & Wiksell, 1945.
- Återuppfostran och ockupation. Uppsala: Almqvist & Wiksell, 1945.
- Die schwedische Demokratie. Offenbach: Bollwerk, 1948.
- Gussformen der Gesellschaft. Hamburg: Ernst Tessloff Verlag, 1949.